# Como, Então, Viveremos?
Como, Então, Viveremos? (estilizado como como, então, viveremos?) é o terceiro EP da dupla de indie folk Os Arrais, lançado pela Sony Music Brasil em julho de 2018.
O disco reúne canções inéditas, maior parte escritas por Tiago Arrais, e com influências de gêneros como indie rock, soft rock e indie folk. Além disso, inclui a participação da cantora Laura Souguellis em "mistério".

## Faixas
1. "dia"
2. "mistério"
3. "guerra"
4. "semente"
5. "instante"

| Críticas profissionais | Críticas profissionais |
| Avaliações da crítica  | Avaliações da crítica  |
| Fonte                  | Avaliação              |
| ---------------------- | ---------------------- |
| Super Gospel           | [ 2 ]                  |